# Mike van der Hoorn
Mike van der Hoorn (Almere, Flevoland, 15 de octubre de 1992) es un futbolista neerlandés que juega de defensa para el F. C. Utrecht de la Eredivisie.

## Trayectoria

### FC Utrecht
Mike van der Hoorn nació en Almere, Flevoland en donde en un principio jugó para el club SC Buitenboys, seguido por FC Omniworld, antes de ser reclutado e incorporado a los equipos juveniles del FC Utrecht en 2006. Hizo su debut en la liga con el primer equipo el 15 de mayo de 2011 en un partido en casa frente al AZ Alkmaar. El partido terminó con una victoria 5-1 para Utrecht, y van der Hoorn ingresó por Mark van der Maarel en el minuto 77. La siguiente temporada van der Hoorn jugó 12 partidos de liga y anotó en dos ocasiones. Sus primeros dos goles para Utrecht llegaron en la misma fecha, en un partido ante el SBV Excelsior de Róterdam el 30 de marzo de 2012. El partido terminó 3–2 en el Stadion Galgenwaard a favor de Utrecht, y van der Hoorn anotó en los minutos 22' y 75'.
van der Hoorn se volvió el defensor titular del equipo bajo el entrenador Jan Wouters en la temporada 2012-13, jugando 31 partidos en la Eredivisie y anotando cuatro goles. Ayudó a su equipo a alcanzar el quinto lugar en la liga, clasificando a la Europa League luego de vencer a SC Heerenveen 3-1 y FC Twente 3-2, ambos en agregado, en los Playoffs de la Eredivisie. Estas victorias clasificaron al FC Utrecht a la fase clasificatoria de la UEFA Europa League de 2013-14. Al final de la temporada 2012-13, van der Hoorn fue nombrado Jugador del Año del FC Utrecht, ganado el Trofeo David Di Tommaso, recibiendo este honor luego de un partido amistoso ante el Heracles Almelo el 12 de mayo de 2013. Sus compañeros de equipo Robbin Ruiter y Jens Toornstra fueron los finalistas del trofeo esa temporada.

### AFC Ajax
El 5 de julio de 2013 se anunció que Mike va der Hoorn había sido transferido de Utrecht al AFC Ajax por una cifra cercana a los € 3.8 millones y firmando un contrato por cuatro años hasta el verano de 2017. Jugó su primer partido con el Ajax el 13 de julio de 2013 en un amistoso de la pretemporada frente al RKC Waalwijk. El partido terminó en victoria para los de Ámsterdam 5-1, y Mike van der Hoorn jugó todo el segundo tiempo luego de ingresar en reemplazo de Toby Alderweireld. Anotó su primer gol en partidos no oficiales el 28 de julio de 2013 en otro amistoso ante Willem II, marcando en el minuto 22 en la victoria 3-1 en el Sportpark De Toekomst. Su debut oficial lo hizo ingresando en el segundo tiempo del Klassieker ante el Feyenoord en el Amsterdam Arena. Ajax ganaría el partido 2-1.

## Clubes
| Club                   | País         | Año       |
| ---------------------- | ------------ | --------- |
| F. C. Utrecht          | Países Bajos | 2012-2013 |
| Ajax de Ámsterdam      | Países Bajos | 2013-2016 |
| Swansea City A. F. C.  | Gales        | 2016-2020 |
| Arminia Bielefeld      | Alemania     | 2020-2022 |
| F. C. Utrecht (cedido) | Países Bajos | 2021-2022 |
| F. C. Utrecht          | Países Bajos | 2022-     |

## Selección nacional

### Categorías inferiores
Mike van der Hoorn hizo su debut con la selección sub-21 de los Países Bajos el 5 de febrero de 2013 en un partido amistoso ante Croacia en el que los neerlandeses vencieron 3-2. Los Países Bajos clasificaron para la Eurocopa Sub-21 de 2013, y Mike van der Hoorn fue convocado para participar del torneo. Van der Hoorn jugó dos partidos durante el torneo, en el cual los neerlandeses quedaron eliminados en semifinales ante Italia.

### Selección absoluta
El 6 de marzo de 2013 recibió su primera convocatoria a la selección nacional neerlandesa por parte del entrenador Louis van Gaal, siendo incluido en la nómina de jugadores que viajaron a Asia para jugar amistosos contra China e Indonesia. No obstante, van der Hoorn finalmente no fue incluido en la lista final y no viajó con el equipo.

## Palmarés

### Campeonatos nacionales
| Título                        | Club              | País         | Año     |
| ----------------------------- | ----------------- | ------------ | ------- |
| Supercopa de los Países Bajos | Ajax de Ámsterdam | Países Bajos | 2013    |
| Eredivisie                    | Ajax de Ámsterdam | Países Bajos | 2013-14 |

### Distinciones individuales
| Distinción            | Año     |
| --------------------- | ------- |
| Trofe Davi Di Tommaso | 2012-13 |